# Ilhas Chatham

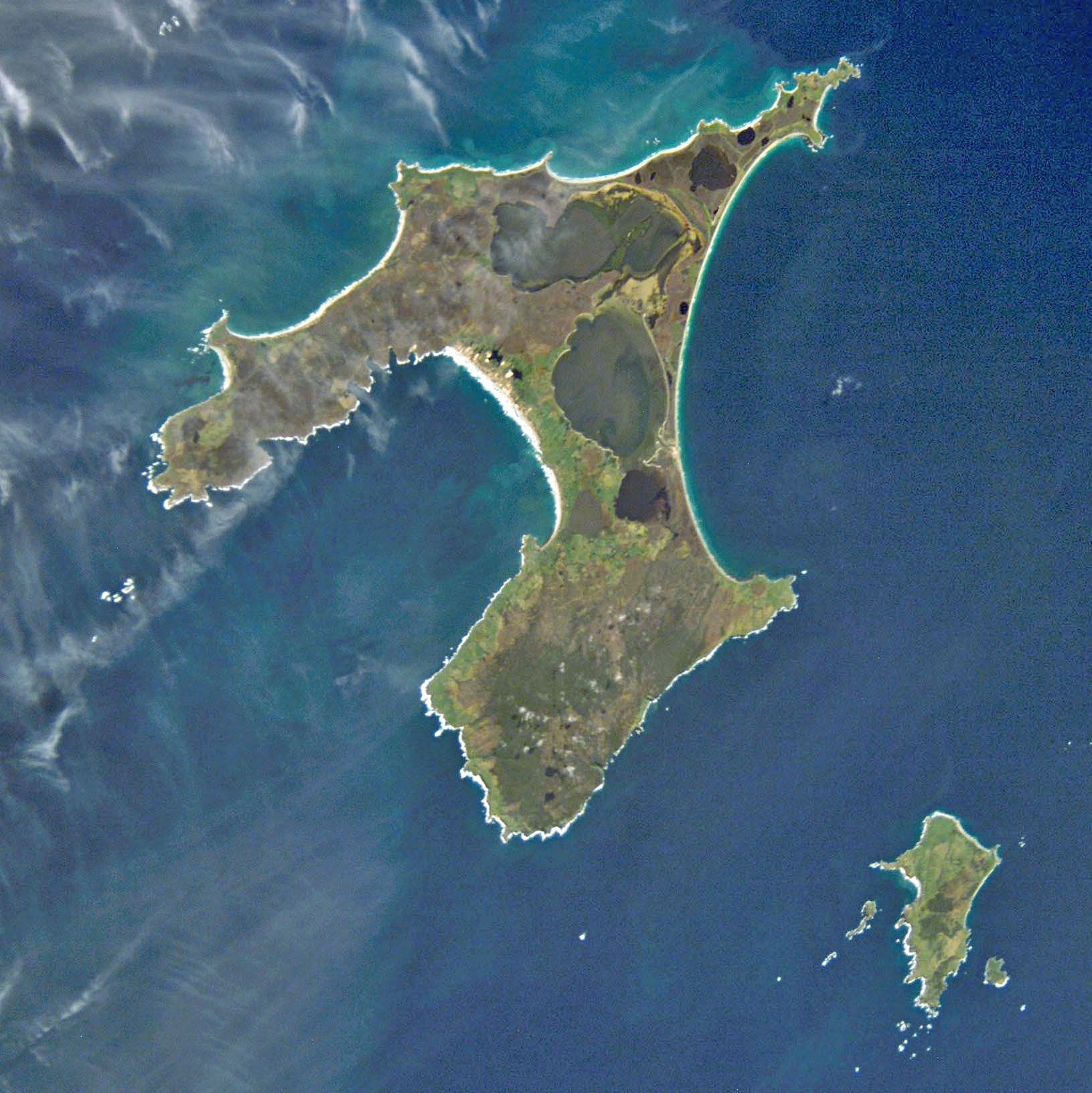
Vista das ilhas Chatham desde o espaço. A ilha maior é Chatham, à direita está a ilha Pitt, acompanhada por várias ilhas menores.

Bandeira não-oficial das Ilhas Chatham

O arquipélago das ilhas Chatham (Rekohu na Língua moriori) compreende duas ilhas e oito ilhéus, com uma área total de 996 km², sitos num raio de 40 km em torno da posição 44º 00' S, 176º 35' W, no Pacífico Sul a cerca de 800 km a leste da Nova Zelândia e nas imediações da linha internacional de mudança de data. O arquipélago tem apenas cerca de 750 habitantes, dos quais cerca de 700 vivem na ilha Chatham (mais de 300 em Waitangi, a capital) e 50 na ilha Pitt. 

## Geografia
O arquipélago situa-se a 800 km a leste de Christchurch, Nova Zelândia. As ilhas pertencem oficialmente à Nova Zelândia desde 1842. A superfície total das ilhas é de 996 km², quase toda ocupada pelas duas ilhas maiores, Chatham e Pitt, as únicas habitadas.
O arquipélago é composto pelas seguintes ilhas:
- ilha Chatham
- ilha Pitt

Para além das ilhas principais existem os seguintes ilhéus desabitados, ocupados na quase totalidade por reservas naturais e por essa razão de acesso restrito ou mesmo proibido:
- Little Mangere
- Star Kei
- Forty-Four
- Mangere
- Southeast Island
- The Sisters

A maioria destas terras estão cobertas por capim e pastos, ainda que existam algumas áreas de bosques. O terreno é acidentado, mais na ilha Pitt que nas outras, com o ponto mais alto situado nesta, a 290 m acima do nível do mar.
A ilha principal desta cadeia tem numerosos lagos e lagoas, sendo a maior, a lagoa Te Whanga. Outros lagos da ilha Chatham são o Huro e o Rangitahi, e entre os regatos estão o Te Awainanga e o Tuku.

## História
Os primeiros habitantes destas ilhas pertenciam a tribos imigrantes da Polinésia, que se estabeleceram por volta do ano 1000 d.C., e deste isolamento surgiu o povo Moriori. A origem exacta desta gente permanece como tema de várias discussões. Alguns postulam que vieram directamente das ilhas da Polinésia situadas mais ao norte, mas na actualidade as teorias com maior aceitação apontam como como origem a Nova Zelândia. Este debate tem uma matiz política, já que os atuais habitantes Moriori,descendentes daqueles que invadiram e conquistaram o arquipélago em 1832, reclamam um acesso aos direitos ancestrais maori. Um extenso informe desses reclamos, Rekohu, foi publicado pelo Tribunal Waitangi. 
A população moriori das ilhas chega a 2000 habitantes. Vivem como caçadores e recolectores, obtendo o seu alimento do mar e da flora nativa. Esta sociedade viveu pacificamente, com pequenas organizações, mas mantendo uma população estável mediante a castração de uma certa percentagem dos rapazes.
O nome da ilha Chatham provém do barco HMS "Chatham", cujo capitão William R. Broughton desembarcou a 29 de Novembro de 1791 e reclamou possessão para a Grã-Bretanha.
Os caçadores de focas e de baleias fizeram destas ilhas um centro das suas actividades. A pesca continua contribuindo significativamente na economia, ainda que as indústrias relacionadas com as focas e baleias cessaram as suas actividades por volta de 1861.